# Peshtigo
Peshtigo é uma cidade localizada no estado norte-americano de Wisconsin, no Condado de Marinette.

## Demografia
Segundo o censo norte-americano de 2000, a sua população era de 3 357 habitantes. Em 2006, foi estimada uma população de 3 287, um decréscimo de 70 (-2,1%).

## Ligações externas

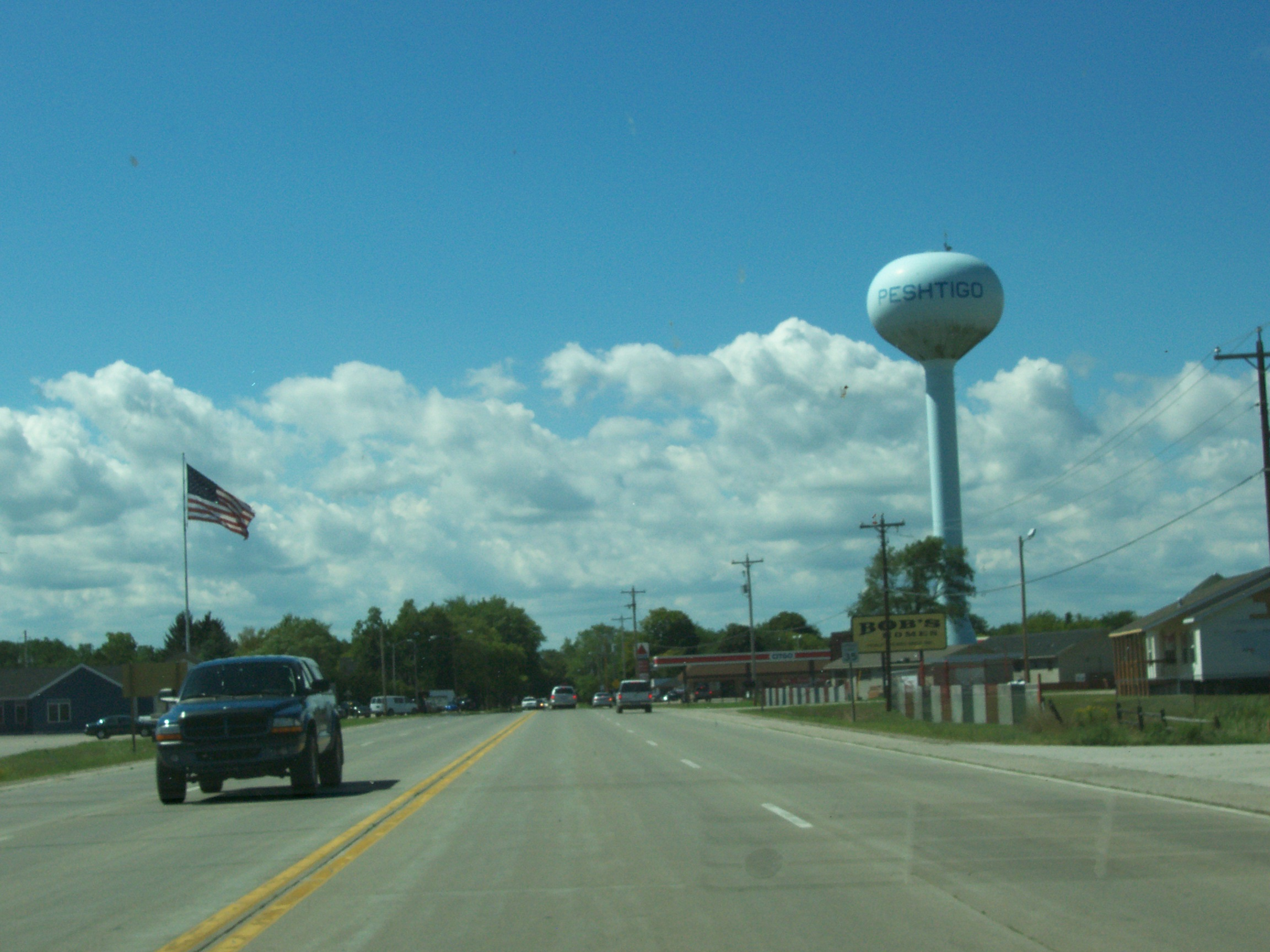
Peshtigo/U.S. Route 41
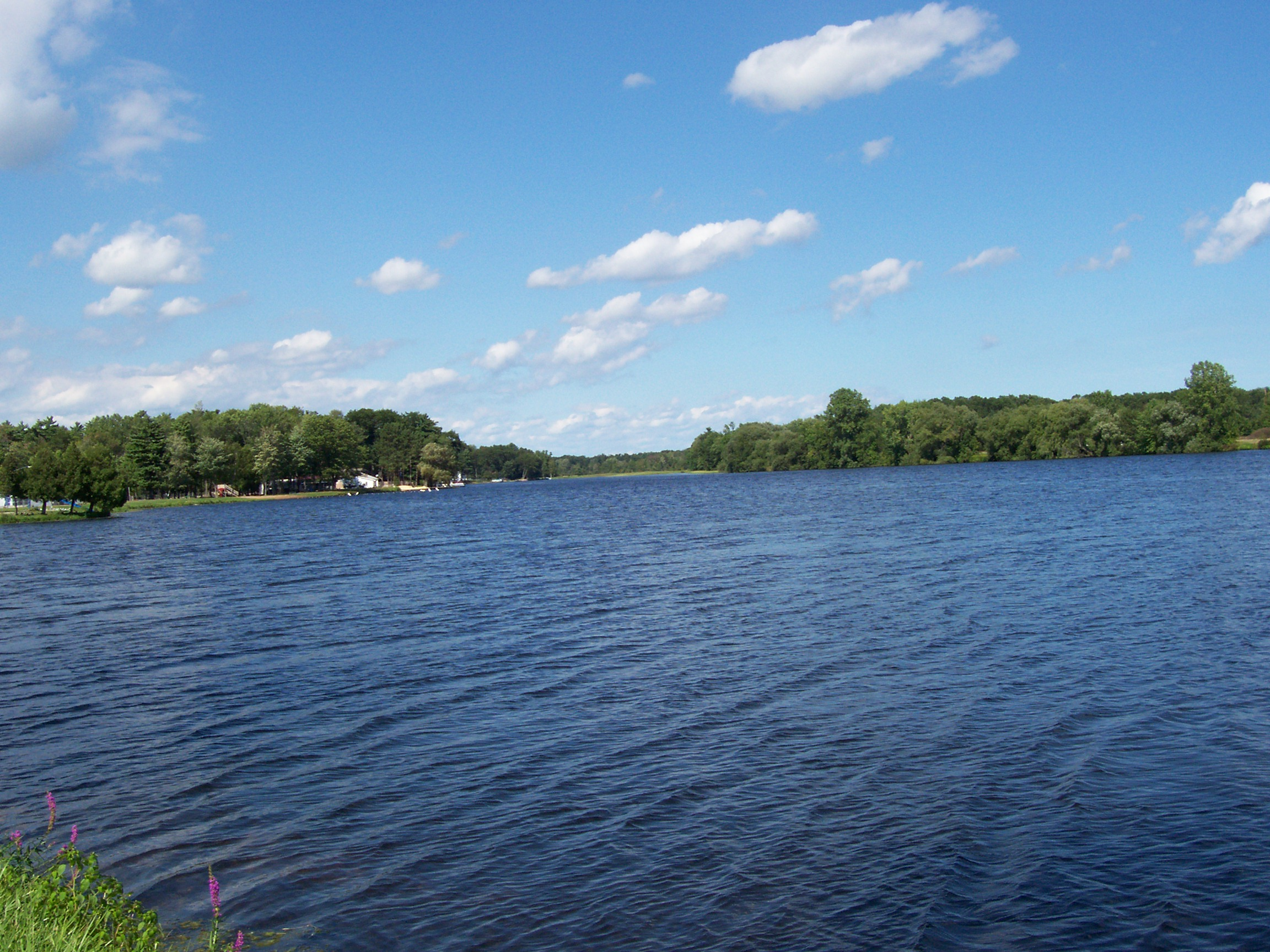
Peshtigo River/Peshtigo
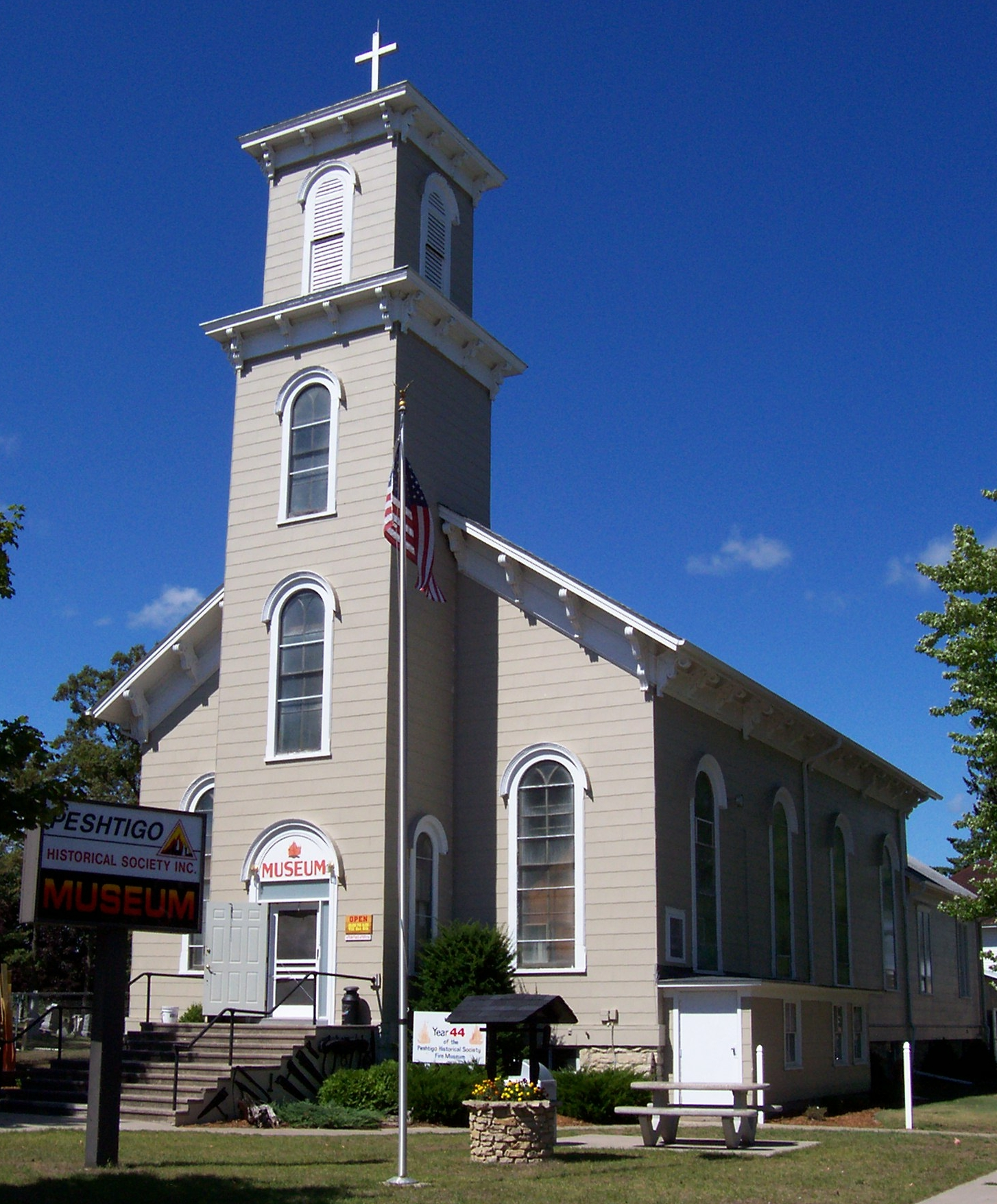
Peshtigo Fire Museum
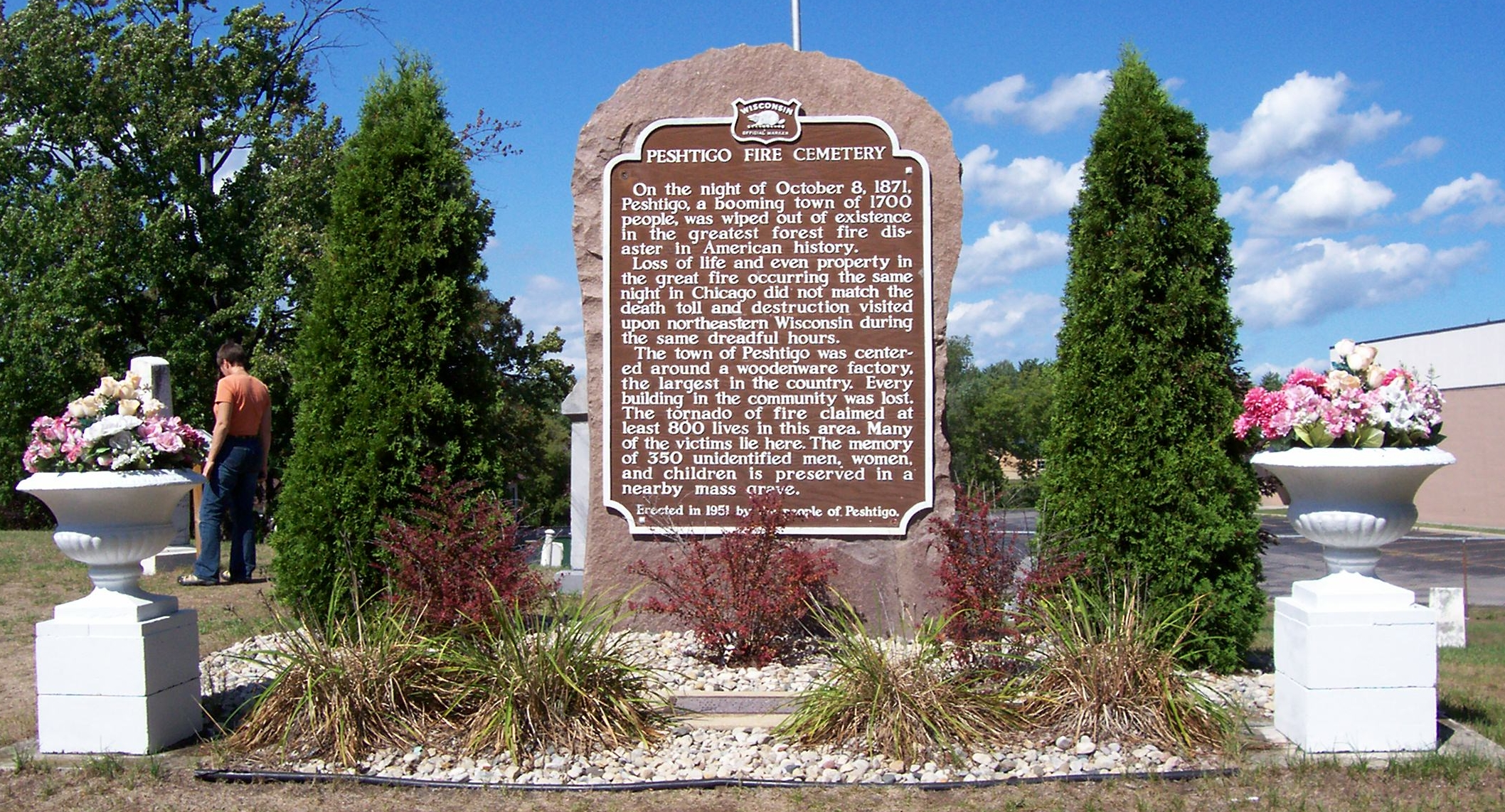
Peshtigo Fire Cemetery

## Geografia
De acordo com o United States Census Bureau tem uma área de 8,3 km², dos quais 7,9 km² cobertos por terra e 0,4 km² cobertos por água.

## Localidades na vizinhança
O diagrama seguinte representa as localidades num raio de 24 km ao redor de Peshtigo.